# Вінчання

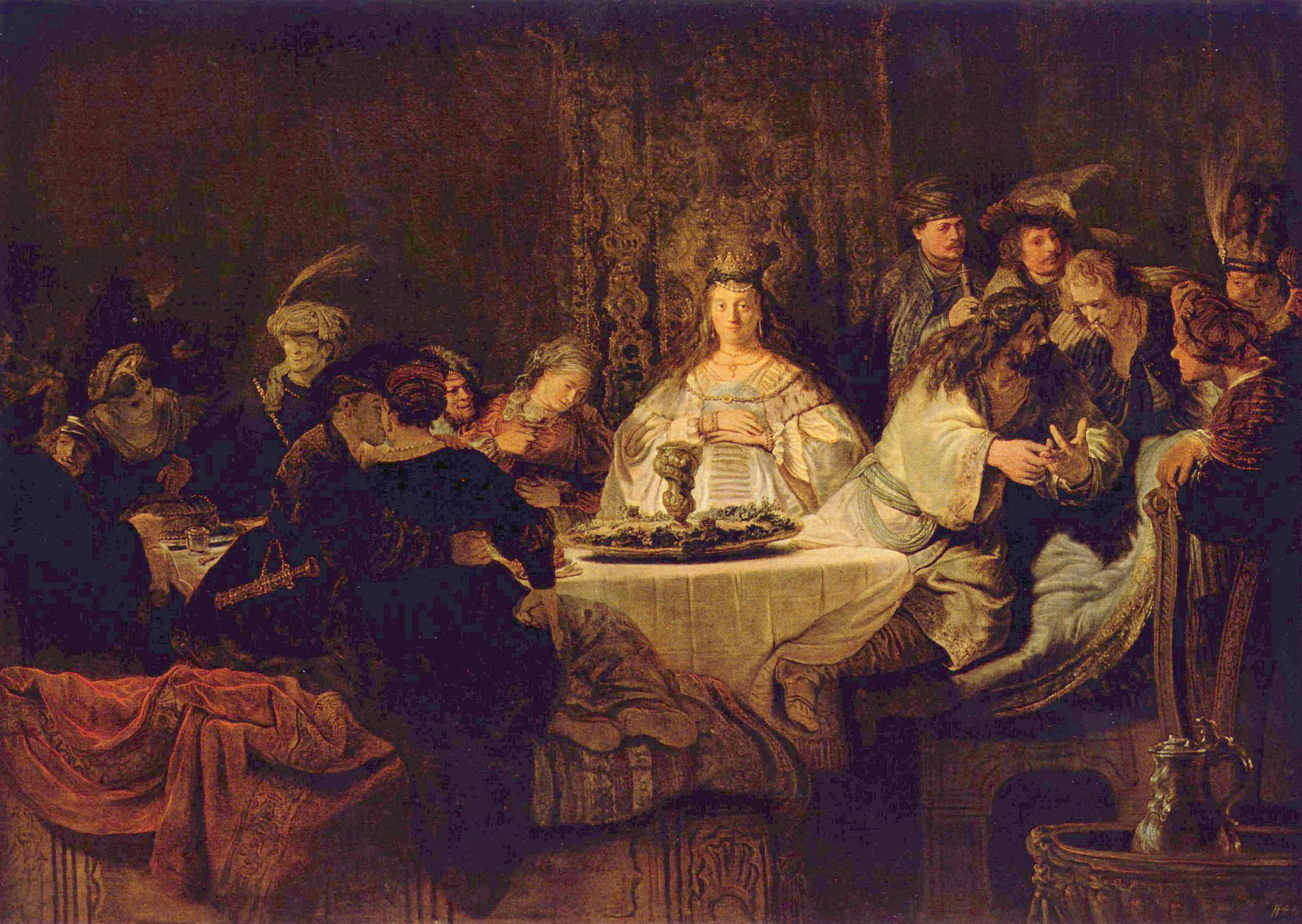
Картина Рембрандта «Шлюбний бенкет Самсона».

Вінча́ння — одне з таїнств — союз чоловіка та жінки, освячений церквою, де, як вважається, Господь своєю присутністю з'єднує душі в єдине ціле. В таїнстві вінчання Господь подає свою благодатну допомогу, щоб подружжя мало змогу бороти всі негаразди, які трапляються у спільному житті. Вступаючі у шлюб, чоловік і жінка перед Богом обіцяють одне одному любов, вірність та чесність подружню впродовж усього життя. Церква сприймає шлюб як таїнство, причому таїнством є не стільки вінчання, скільки сам шлюб як союз чоловіка і жінки, освячений церквою.

## Значення та історія таїнства вінчання
На Русі в першу добу християнства вважалось, що вінчання є обов'язковим лише для князів та бояр, а для простого люду достатньо провести весілля. На проведення ритуалу весілля чималий влив мали грецькі і римські весільні традиції, які передалися на Русь як через релігійно-культурні, так і через торгові зв'язки. Показовим є те, що невінчані шлюби тоді визнавались законними не лише державним урядом, а й церквою. І хоча пізніше, за Литовським статутом, вінчання стало обов'язковим для визнання законності шлюбу, традиція невінчаних шлюбів залишалась, про що свідчать чисельні скарги духовенства. Наприклад, Київський митрополит Ісая та Чернігівський архієпископ Колинський своїми наказами, датованими 1634 роком, відлучали від церкви тих, хто перебував у шлюбі невінчаним. Стимулювали до вінчання також і положення Литовського статуту, в яких вказувалось, що діти, народжені у невінчаному шлюбі, мали менші права на спадщину, ніж діти, народжені у вінчаному шлюбі. Та все ж звичаєве право було настільки тривким, що церковне освячення шлюбу входило в побут аж до XIX ст.
До XVI і навіть XVII ст., за звичаєвим правом шлюб визнавався законним за умов проведення: змовин (угоди нареченого з родичами молодої); заручин (підтвердження  результатів змовин самими молодими); весілля як остаточного шлюбного ритуалу. В переліку було відсутнє вінчання. Починаючи з XVII ст., шлюбна угода оформлялася письмово.
Сучасна церква надає велике значення цьому таїнству, небезпідставно вважаючи, що кожна благословенна церквою сім'я є її символом. Православне богослов'я вважає, що утворення шлюбного союзу можливо тільки в церкві з благословення єпископа чи священника. Згідно з такою точкою зору, церква своїми священнодіями і молитвами прикликає на наречених благословення Боже. Шлюб починається з церковного благословення і продовжується протягом всього життя подружжя. Вважається, що Дух Святий наділяє християнське подружжя ласкою, щоб вони могли вірно виконувати свої обов'язки і разом служити Богові, заслуговуючи собі на вічне життя.
Християнський шлюб — це заповнення старозавітного шлюбу, «хороше вино», яке замінило собою вино «гірше», кажучи словами євангельської оповіді про шлюб в Кані Галілейській. Таким шлюб християн роблять схвалення його церквою і включення його в євхаристійну таємницю. Тому участь у Євхаристії спочатку була головним засобом освячення християнського шлюбу.
Апостол Павло порівнює Таїнство шлюбу з тайною єднання Христа з церквою і говорить: «Ця таємниця велика, а я говорю про Христа та про Церкву!» (Еф. V, 32). «Покине тому чоловік свого батька та матір свою, та й пристане до жінки своєї, і стануть вони одним тілом» (Буття II,24), — так визначає Господь суть цієї тайни.
Древня церква в ті часи ще не знала спеціального чину вінчання. Тодішнє таїнство шлюбу полягало в благословенні та короткій молитві єпископа, спільну участь нареченого й нареченої в Святій Євхаристії. Окремий чин вінчання є досить пізнього походження та відомий не раніше IX століття. До IX століття церква не знала обряду одруження, незалежного від Євхаристії на літургії.
Климент Олександрійський (Ill ст.) пише, що шлюб не є гріхом, «бо він долучається до нетління». Під ἀφθαρσία (нетлінням) — позначали Євхаристію у ранньохристиянських авторів. Згідно з Тертулліаном, шлюб між християнами святий, бо його «з'єднує церква, підтверджує приношення [тобто Євхаристія], знаменує благословення, ангели славлять, Отець вважає дійсним». Християнська пара після реєстрації цивільного шлюбу зазвичай брала участь у Євхаристії, і причащалась Святих Тайн — це і було печаткою шлюбу, яка містила в собі всю міру християнську відповідальність. Цим переконанням церква жила не тільки в ранньохристиянську епоху, а й згодом — спільне Причастя подружжя входило в православний чин вінчання до XVI–XVII століть, а в наші дні вважається дуже бажаним, щоб наречений і наречена причастилися в день весілля або напередодні.
Однак саме по собі зовнішня участь в Євхаристії ще не є гарантією церковності шлюбу — необхідно свідоцтво церкви про те, що шлюб дійсно укладено «в Бозі». Так, свмч. Ігнатій Богоносець пише, що шлюб слід укладати за згодою (μετὰ γνώμης) єпископа, щоб шлюб був «угодний Господу» (κατὰ Κύριον), але не згадує про будь-яку участь єпископа власне в шлюбній церемонії.
Однак починаючи з IV століття у східних християнських авторів знаходимо згадки про урочистий обряд, що супроводжував це таїнство. Традиційний православний чин таїнства шлюбу містить у собі заручення і вінчання. У сучасній практиці вони здійснюються разом — і в Російській церкві, і в грецьких церквах це було законодавчо закріплено Синодальними постановами (1775 і 1834 рр. відповідно).
Іван Золотоустий пояснював про вінці на вінчанні, а у посланні святого Феодора Студита (828 р.) ми читаємо, що вінчання супроводжувалося короткою молитвою єпископа або священика «перед усім народом» за недільною літургією. Святий Феодор подає такий текст молитви: «Сам, о Владико, простягни руку Твою від житла Святого Твого і з'єднай Твоїх рабів і творіння Твоє. Зійшли їм Твоє єдине поєднання думок; вінчай їх в плоть єдину; сотвори їх шлюб чесний; збережи їх ложе неоскверненим; благоволи щоб їх спільне життя було бездоганним». Літургійні книги цієї епохи (наприклад, відомий «Кодекс Барберіні») містять кілька коротких молитов, подібних до вищенаведеної. Всі вони призначалися для читання під час літургії.
Однак поява обряду вінчання ще не робила його обов'язковим для всіх хто вступав у подружні стосунки. Пам'ятник візантійського права — «Епінагога», автором якого був, ймовірно, патріарх Фотій (857—867, 877—886), — свідчить, що християнам надається три шляхи для укладення шлюбу: «Шлюб, — пише Фотій, — є союзом чоловіка і дружини, єднанням, для досягнення ними повноти життя; він відбувається у вигляді благословення, вінчання чи договору». З VI до IX століття законодавці імперії подбали про посилення контролю церкви над шлюбами (див., Наприклад, 64-у новелу імператора Юстиніана), але і це не робило вінчання юридично обов'язковим.
Ситуація вже змінилась у Х столітті. У своїй 89-й новелі візантійський імператор Лев VI (912 р.) вперше піддав критиці попереднє законодавство за те, що такі юридичні акти, як усиновлення та шлюб, вважалися суто цивільними процедурами. Він проголосив, що обидва цих акти, оскільки вони відбуваються не рабами, а вільними людьми, повинні санкціонуватися за допомогою певної церковної церемонії. Шлюб, який не отримав благословення церкви, «не буде вважатися шлюбом», а стане незаконним конкубінатом.
За часів Петра I і до 1917 року для православних мешканців Російської імперії, а в ній й більшої частини України, дійсним проголошувався шлюб, освячений церквою. Якщо ж молоді не були обвінчані, то їх діти були незаконнонароджені.
Втім, здійснити таїнство одруження не в усі часи було доступним, а в радянські — жорстоко переслідувалось. За радянських часів священне таїнство замінила буденна процедура в ЗАГСі. За подружнє вінчання, однаково, як і за хрещення дитини, можна було не лише поплатитись партквитком, а й роботою. Тому християнські пари, які за будь-яку ціну хотіли пройти крізь це чистилище, вінчались таємно, нерідко при зачинених дверях церкви, вночі або у священиків вдома. Після проголошення незалежності в Україні давня традиція відродилася.
На відміну від хрещення, яке проводиться кожен день, по вівторках, четвергах і суботах молодят не вінчають. Не здійснюють таїнство вінчання також під час чотирьох великих постів, масляної і великодньої неділі та великих релігійних свят.

## Обручення
Таїнство вінчання починається з обручення, знаного теж як заручини. Після молитов на пальці молодим одягають обручки. Перед цим ці обручки клали на престол, і таким чином їх освячували. Після обручення молодих ведуть на рушник.
Заручини вважаються скріплення перед Богом і церквою взаємних обіцянок майбутніх наречених. Заручинам передують благословення батьків і духовного отця. В древності схвалення шлюбу батьками визнавалося не менш важливим, ніж згода нареченого і нареченої. А оскільки християни, крім батьків по тілу, мали духовного отця в особі єпископа, ввійшло у звичай перед шлюбом отримати і благословення єпископа.

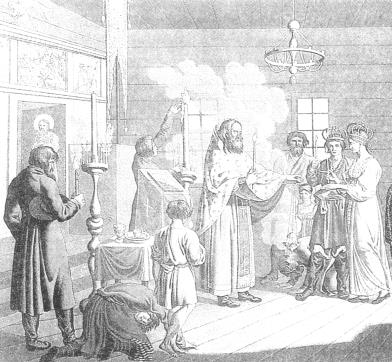
Сільське вінчання на Русі. Гравюра К. Вагнера. 1812 рік.

## Обряд вінчання
Відомий випадок з імператором Левом VI Мудрим (886—912), що викликав довгі суперечки і навіть розкол, закінчився виданням «Тома єднання» (920 р.), який заборонив четвертий шлюб, дозволивши, проте, третій, але обмеживши його сорокарічним віком.
У православних церквах не вінчають у період Великого посту, а також в період Петрівки, Успенського і Різдвяного постів, прощену неділю. Вінчання не може бути здійснене напередодні великих і дванадесятих свят, напередодні і у дні Усікновення глави Івана Хрестителя і Воздвиження Хреста Господнього, напередодні праздників на честь храму.
До вінчання у церкві допускаються лише люди охрещені. В українських селах священик оголошує прихожанам про вінчання подружньої пари за два місяці до цієї дати. Якщо хтось з односельчан знає про якісь перешкоди, він повинен попередити священика. Як і до кожного церковного таїнства, найкращою підготовкою до таїнства вінчання є піст та молитва.
Під час звершення таїнства вінчання наречені тримають у руках запалені свічки. Світло — це знак радості, тому запалені свічки символізують радість зустрічі двох закоханих людей.

### Вінці
Вінці, що надягають в Таїнстві Вінчання на голови жениха і нареченої, мають три символічних значення.
1. Царськими вінцями проголошується честь і слава людині як царю творіння. Наречений і наречена стають один для одного в реальному сенсі — царем і царицею.
2. Мученицькі вінці, що символізують мучеництво подружжя, які розпинають щодня у вінчанні свій власний егоїзм.
3. Вінці Царства Божого, шлях до якого відкриває благочестиве життя в шлюбі.
Згідно святому Івану Золотоустому, вінці символізували перемогу над пристрастями, так як християнський шлюб полягав не «по плоті» тільки, але був таїнством вічного життя, таїнством для вічності.

### Обмін перснями
Обмін кільцями їх взаємна довіра і любов, які, подібно до кільця, повинні бути нескінченними; Здавна ознакою одруження були обручки — спеціальні персні. Требник приписує золотий перстень для нареченого і срібний — для нареченої. Золотий перстень символізує своїм блиском сонце, світлу котрого уподобляється чоловік у шлюбному союзі; срібний — символізує місяць, менше світило, яке світить відбитим сонячним світлом. Перстень — знак вічності і неперервності шлюбного союзу, бо неперервна і вічна благодать Святого Духа.
Після накладання перснів, на знак однодушності, згоди і взаємодопомоги у сімейному житті, наречений і наречена обмінюються перснями при участі весільного друга нареченого чи священика.
Після потрійної переміни перснів срібне залишається у нареченого, а золоте — у нареченої на знак того, що жіночій слабкості передається мужній дух. У сучасній практиці обидва персні — золоті (навіть можуть мати прикраси із дорогоцінного каміння).
Климент, єпископ Олександрійський, у II-ій главі свого «Педагога» говорить: «Чоловік повинен дати дружині золотий перстень не для її зовнішньої краси, але для того, щоб покласти печатку на господарство, яке з тієї миті переходить у її розпорядження і доручається її турботам». Вислів «покласти печатку» пояснюється тим, що у ті часи перстень, а точніше вправлений у нього камінь з вирізаною емблемою, служив печаткою, якою позначалася власність даної особи і, одночасно, печаткою, якою завірялись ділові папери. Християни вирізали на своїх перснях печатки із зображенням риби, якоря, птаха (голуба, фенікса) та інших християнських символів. На заручинах перстень надівався на четвертий (безіменний) палець лівої руки. Цей звичай виник на основі тогочасних знань анатомії людини: вважалось, що один із найтонших нервів цього пальця безпосередньо доторкається до серця.

### Обряд спільної чаші
Також під час вінчання наречені п'ють вино з однієї чаші. У минулому це була спільна євхаристична чаша, співучасть у Євхаристії, котра затверджувала сповнення шлюбу у Христі. Наречені поперемінно (спочатку наречений, як голова, потім — наречена) у три прийоми випивають вино. Пиття вина нагадує про чудесне перетворення води у вино, звершене Ісусом Христом у Кані Галилейській. Пиття із спільної чаші символізує повне єднання наречених. Віднині у нареченого і нареченої спільне життя: одна доля, одні думки, одні бажання, одне тіло. У нерозривному союзі вони будуть ділити між собою чашу радощів і скорбот, смутку і потіх. Куштування вина символізує готовність розділяти радості і скорботи один одного.

### З'єднання рук та трійний обхід навколо аналоя
Після обряду спільної чаші, священик з'єднує праву руку нареченого з правою рукою нареченої, покриває їх епітрахилем і зверху на епітрахиль кладе свою руку. Це означає, що через руку священика чоловік отримує жінку від самої Церкви, яка з'єднує їх у Христі навічно в одне тіло;
Тримаючи свою руку на епітрахилі поверх з'єднаних рук наречених, священик тричі обводить їх довкола аналоя (тетраподу). Як і в чині Хрещенні, це ходіння по кругу символізує вічність. Наречені зобов'язані вічно зберігати свій подружній союз, пам'ятати про спільний хрест, покладений на них сьогодні, носити «тягарі один одного» (Гал. VI, 2) і завжди бути сповненими благодатної радості цього дня.

### Після вінчання
Після обряду вінчання голову нареченої покривають хусткою. Згідно зі словами апостола Павла, який говорить: «Жінці голова — чоловік…Тому жінка повинна мати на голові знака влади над нею…» (1 Кор. XI, 3-10), тобто, мати покривало на голові, між християнами здавна зберігався звичай, згідно з яким дівчина до шлюбу проводила більше часу з відкритою головою, а одружена жінка — з покритою. Про це свідчить Тертуліан («Про молитву Господню», XV, XVI). Тому у деяких місцевостях виник особливий церковний звичай покладення покривала на голову нареченої після шлюбу. Вважається, що першим в Українській Церкві цей чин включив у свій Требник свт. Петро Могила. Згідно з цим чином, новоодружена зупиняється перед дверима храму. До неї виходить священик в епітрахилі і фелоні і вводить її у храм. Тут він читає молитву, закликаючи на новоодружену благословення Боже і благаючи Господа прикрасити її голову красою, приємною Йому. Після молитви священик благословляє голову новоодруженої і покриває її покривалом (хусткою).
На початках християнства після вінчання молодята ще вісім днів не були чоловіком і дружиною. Вони носили на собі вінці, які тоді були не металеві (позолочені чи срібні), а плелись з квітів. Восьмого дня приходили знову у храм, і над ними читалась відповідна молитва на зняття вінців, і тільки тоді їм дозволялось вступати в сімейні стосунки.

## Канонічне право

### У православ'ї
Вселенський патріарх Варфоломій І дозволив священникам одружуватися вдруге у випадку смерти дружини, або якщо дружина священника сама покине його. При цьому дозвіл на другий шлюб не дається, якщо священник сам залишає дружину і хоче одружитися з іншою. Всі ці випадки повинні окремо і з особливою увагою розглядатися єпархіальним архієреєм.
Тому перш ніж зважитися повінчатися зі своєю другою половинкою, дуже важливо розуміти значення і наслідки цього обряду, і не ставитися до цього як до чергового модного віяння. Також варто знати, що звичайний законний шлюб, скріплений в РАГСі, визнається церквою: тому рішення про прийняття святого таїнства не повинно прийматися як міра того, щоб уникнути засудження в очах віруючих родичів.
Вінчання-велике таїнство, що дає закоханим духовне єднання, яке не закінчиться навіть після смерті. Тому приймати його потрібно свідомо і обдумано..

## Благословення
У Церкві Об'єднання центральним обрядом, що відповідає вінчанню, є церемонія Благословення (англ. Blessing). Згідно з доктриною церкви, цей ритуал має глибоке теологічне значення: він не просто об'єднує чоловіка та жінку, а створює богоцентричну сім'ю, яка є основою для побудови ідеального світу. Послідовники вірять, що через Благословення пара відновлює свій родовід до Бога, умовно очищуючись від первородного гріха. Метою є створення сімей, які втілюють ідеал любові, що, у свою чергу, сприяє досягненню миру та гармонії в глобальному масштабі. Церемонії Благословення часто проводяться масово, об'єднуючи пари з різних країн та культур, що символізує ідею єдності людства.
Ключовою особливістю, що передує Благословенню, є процес підбору пар (англ. matching). Історично пари підбирав особисто засновник церкви Мун Сон Мьон. Із часом практика еволюціонувала: сьогодні кандидати, які бажають укласти шлюб, подають заявки та анкети. Спеціальна рада старійшин вивчає їхні особистісні риси, цінності та сумісність, після чого може запропонувати кандидатуру партнера. Важливо, що ця пропозиція має виключно рекомендаційний характер — остаточне рішення завжди залишається за самою людиною, яка може відмовитися від запропонованої пари. Дедалі частіше, особливо у другому поколінні вірян, у процесі підбору беруть участь батьки, що робить його більш схожим на традиційне сватання.
Важливою частиною самої церемонії Благословення є обряд пиття святого вина. Згідно з віровченням, цей акт символізує зміну родоводу пари з гріховного на безгрішний, Божий. Всупереч поширеним чуткам, напій не містить крові Батька Муна; він виготовляється за складною рецептурою і містить 21 символічний елемент, зокрема плоди та рослини, що уособлюють землю, воду й повітря. Після отримання Благословення та участі в цьому обряді пара проходить так званий «період розділення» — унікальний етап, що передує спільному подружньому життю. Це час, призначений для духовного зростання (через виконання суспільної місії) та побудови глибинного зв'язку, заснованого не на фізичному потязі, а на взаємній повазі та любові. Якщо раніше цей період утримання міг тривати кілька років, то в сучасній практиці його термін скоротився і, як правило, становить 40 днів, після чого подружжя може починати повноцінне сімейне життя.